# Jean Stengers
Jean Stengers (13 giugno 1922 – Ixelles, 15 agosto 2002) è stato uno storico belga.
È stato professore presso l'Université libre de Bruxelles.

## Biografia
Studente precoce e brillante, Jean Stengers intraprende gli studi universitari presso l'Université libre de Bruxelles nel 1939, all'età di diciassette anni. Due anni più tardi pubblica il suo primo articolo scientifico sul periodico Revue Belge de Philologie et d'Histoire. Nel 1948 discute la sua tesi di dottorato, redatta sotto la direzione del professore Paul Bonenfant, sui fondamenti storici del sentimento nazionale belga.
«In questo periodo, ricorda la storica Ginette Kurgan-van Hentenryk, si manifesta lo stupefacente eclettismo dei suoi interessi, accompagnato da un approccio rigoroso stimolato dalla sua formazione medievalista». Dal 1949, Jean Stengers impartisce il corso di storia coloniale in qualità di supplente del professore Franz Van Kalken, al quale succederà nel 1951 relativamente a tutti gli insegnamenti di storia contemporanea da costui impartiti.
Promosso professore ordinario nel 1954, all'età di trentadue anni, Jean Stengers partecipa alla fondazione dell'Istituto di storia del cristianesimo e, nel 1967, prende il posto di Guillaume Jacquemyns alla direzione del seminario di storia contemporanea. Benché risulti impossibile passare in rassegna i suoi numerosi lavori, si può quantomeno affermare che la reputazione scientifica di Jean Stengers si sia costruita al principio sulla storia coloniale belga. Il suo lavoro Congo, Mythes et réalités (in italiano: Congo, miti e realtà), pubblicato nel 1989 ha segnato un momento importante nella sua carriera.
Altre opere fondamentali della sua produzione sono L'action du roi en Belgique depuis 1831, Pouvoir et influence: essai de typologie des modes d'action du roi o ancora Vertiges de l'historien, un'opera sul caso e il suo ruolo nella ricerca storica e l'avvicendarsi di alcuni eventi, che testimonia la preoccupazione di Jean Stengesr per il metodo.
Jean Stengers era il padre della storica della scienza ed epistemologa Isabelle Stengers.
È stato un critico delle opere di Adam Hochschild.

## Pubblicazioni
(lista non esaustiva)

### Opere in cui Jean Stengers figura come autore o coautore
- Belgique et Congo - L'élaboration de la Charte coloniale, Bruxelles, La Renaissance du Livre, 1963.
- Histoire du sentiment national en Belgique des origines à 1918, tome 1: Les racines de la Belgique - Jusqu'à la révolution de 1830, Bruxelles, Racine, 2000. - Il tomo 2, sottotitolato Le grand siècle de la nationalité belge, è stato scritto insieme a Éliane Gubin ed è uscito nel 2002.
- Congo, Mythes et réalités, Paris-Louvain-la-Neuve, Duculot, 1989 (riedito ed ampliato nel 2005, edizioni Racine).
- J. Stengers, Vertige de l'historien, les histoires au risque du hasard, Bruxelles, 1998.
- L'action du Roi en Belgique depuis 1831. Pouvoir et influence, Bruxelles, Éditions Duculot, 1994 (ristampato nel 2008, Éditions Racine), 432 p. (ISBN 978-2873865672)
- Histoire d'une grande peur - La masturbation, éd. Synthelabo. Anche edito da Pocket (Agora 217), 2000.
- Une guerre pour l'honneur. La Belgique en 14-18. Bruxelles, Racine, 2014.

### Articoli
- «Essai d'une méthode d'évaluation des sommes d'argent exprimées en monnaies anciennes», in Revue belge de philologie et d'histoire, t. 20, n° 3-4, 1941, p. 575-588.
- La Revue belge de philologie et d'histoire a consacrato uno dei suoi numeri del 2004 alla riedizione degli articoli di Jean Stengers (leggerlo online su Persée - in francese).